# Gal Costa

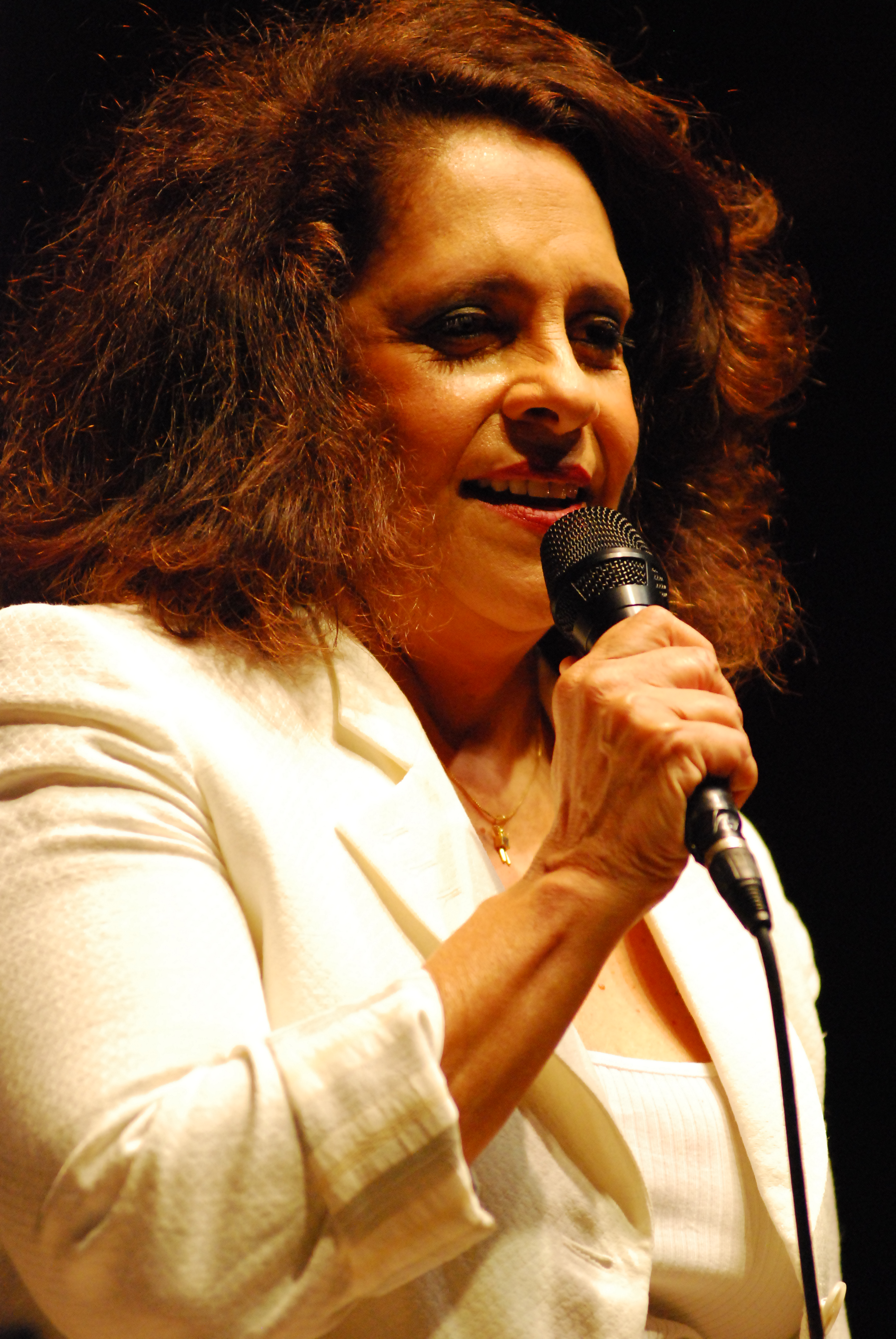
Gal Costa (2008)

Gal Costa (anhörenⓘ eigentlich Maria da Graça Costa Penna Burgos; * 26. September 1945 in Salvador da Bahia; † 9. November 2022 in São Paulo) war eine brasilianische Sängerin, Komponistin und Multiinstrumentalistin.

## Leben
Während ihrer Jugendzeit spielte Maria da Graça auf Festen Gitarre und trug Lieder vor.
Als sie Caetano Veloso und seine Schwester, Maria Bethânia, kennenlernte, organisierte sie mit ihnen und Tom Zé im Jahr 1964 die Musikshow Nós, por exemplo (Wir, zum Beispiel). Ein Jahr darauf ging die Truppe nach São Paulo, wo jeder von ihnen eine Solokarriere begann. Maria da Graças erste Platten waren Eu vim da Bahia (Ich kam aus Bahia, mit Gilberto Gil) und Sim, foi você (Ja, du warst es, mit Caetano Veloso).
Im Jahr 1966 nahm sie auf Raten ihres Managers, Guilherme Araújo, den Künstlernamen Gal Costa an. Ab 1967 wurde sie Teil des Tropicalismo, einer musikalischen Neuerungsbewegung, die den Bossa Nova ablöste. Landesweite Bekanntheit erreichte Gal mit dem Hit Divino Maravilhoso (Wunderbare Gottheit) und dem von Caetano Veloso für sie komponierten Lied Baby.
Als Caetano Veloso und Gilberto Gil 1969 zur Zeit der Militärdiktatur ins Exil gingen, arbeitete Gal mit Komponisten wie Jards Macalé. Während der 1970er und 1980er Jahre, als die Bedeutung des Tropicalismo zurückging, schwenkte auch sie in eine kommerziellere Richtung. 1976 entstand das Album Gal Canta Caymmi mit Liedern des berühmten Musikers Dorival Caymmi, der mehrere Musikergenerationen Brasiliens beeinflusst hat. In den 1980er Jahren arbeitete Gal Costa mit Jorge Ben und Neueinsteigern wie Carlinhos Brown zusammen und galt als bedeutendste Sängerin der populären Musik Brasiliens. Sie gastierte 1980, 1983, 1991 zusammen mit Chico Buarque, 1995 und 2013 am Montreux Jazz Festival. Die Konzerte des Montreux Jazz Festivals vor 2013 sind Teil des UNESCO-Weltkulturerbes.
Gal Costa hat neben ihren konventionellen Auftritten auch „experimentelle Konzerte“ geboten.
Sie starb am 9. November 2022 im Alter von 77 Jahren nach einer Nasenhöhlenoperation. Sie hatte einen Sohn.

## Diskografie (Auswahl)

### Alben
- 1993: O Sorriso do Gato de Alice (BR: Gold)[5]
- 1997: Acústico MTV (BR: Platin)
- 1998: Aquele Frevo Axé (BR: Gold)
- 1999: Gal Costa Canta Tom Jobim (BR: Gold)
- 2003: Todas as coisas e eu (BR: Gold)

### Videoalben
- 1997: Acústico MTV (BR: Gold)
- 1999: Gal Costa Canta Tom Jobim (BR: Gold)